# Palpita
Palpita é um gênero de mariposa pertencente à família Crambidae.